# Liste von Kartenspielen nach Kartenanzahl geordnet
Diese Liste ordnet die Kartenspiele nach Kartenanzahl.
Die Bezeichnung klassisches Blatt umfasst traditionelle Spielkarten, die sich bis heute etabliert haben und eine Unterteilung in Farben kennen. Karten, die keine Unterteilung in traditionelle Spielfarben kennen, werden unter Spiele mit eigenem Blatt gelistet.

## Spiele mit klassischem Blatt

### Spiele mit 16 Karten
Französisches Blatt reduziert auf: (4 Farben à 4 Karten: Ass, Dame, Bube, Zehn)
- Baśka
- Kop

### Spiele mit 20 Karten
Deutsches Blatt (4 Farben à 5 Karten: Daus, König, Ober, Unter, Zehn)

oder Französisches Blatt reduziert auf: (4 Farben à 5 Karten: Ass, König, Dame, Bube, Zehn)
- Bauernschnapsen
- Schnapsen

### Spiele mit 24 Karten
Deutsches Blatt reduziert auf: (4 Farben à 6 Karten: Daus, König, Ober, Unter, Zehn, Neun)
- Deutsches Solo (Modern Hombre)
- Schafkopf (kurzes Blatt)
- Sechsundsechzig

### Spiele mit 32 Karten
Deutsches Blatt (Schafkopf: 4 Farben à 8 Karten: Daus, König, Ober, Unter, Zehn, Neun, Acht, Sieben)

oder Französisches Blatt (Skat: 4 Farben à 8 Karten: Ass, König, Dame, Bube, Zehn, Neun, Acht, Sieben)
- 51tot[2]
- Bassadewitz
- Böhmischer Schneider
- Bräus/Brus
- Écarté
- Fingerkloppe
- Mau Mau
- Préférence
- Piquet
- Schafkopf (langes Blatt)
- Schwimmen (Einunddreißig, Knack, Schnauz, Wutz, Bull, Hosn obi)
- Siebzehn und Vier
- Skat
- Voller Hund
- Watten

### Spiele mit 36 Karten
Französisches Blatt (Jass: 4 Farben à 9 Karten: Ass, König, Dame, Bube, Zehn, Neun, Acht, Sieben, Sechs),

Deutsches Blatt (Tarock: 4 Farben à 9 Karten: Daus, König, Ober, Unter, Zehn, Neun, Acht, Sieben, Sechs)

oder Schweizer Blatt (Jass: 4 Farben à 9 Karten: Ass, König, Ober, Unter, Banner, Neun, Acht, Sieben, Sechs)
- Bayerisches Tarock
- Rumba[3]
- Schieber
- Tschau Sepp
- Durak
- 36 klaub auf

### Spiele mit 40 Karten
Italienisches Blatt (4 Farben à 10 Karten: Re, Cavallo, Fante, 7-2, Asso)

oder spanisches Blatt (4 Farben à 10 Karten)
- L’Hombre
- Mus
- Quadrille
- Scopa

Tarotkartenblatt reduziert auf 19 Trumpfkarten, Narr und 4 Farben à 5 Karten:
- Zwanzigerrufen

### Spiele mit 48 Karten
Deutsches Blatt (Doppelkopf) oder Französisches Blatt (Doppelkopf): (2 Kartensets mit je 4 Farben à 6 Karten)
- Binokel
- Doppelkopf
- Gaigel

### Spiele mit 52 Karten
Französisches Blatt (Poker/Bridge) oder anglo-amerikanisches Blatt (Poker): (4 Farben à 13 Karten)
- Badugi
- Barbu
- Belle, Fluss und Einunddreißig
- Bridge
- Hearts[4]
- Poker
- King

### Spiele mit 54 Karten
Tarotkartenblatt reduziert auf 21 Trumpfkarten, Narr und 4 Farben à 8 Karten:
- Cego
- Königrufen
- Neunzehnerrufen

### Spiele mit 58 Karten
Französisches Blatt (Zwicker): (4 Farben à 13 Karten und 6 Joker)
- Zwicker

### Spiele mit 78 Karten
Tarotkartenblatt (21 Trümpfe, Narr und 4 Farben à 14 Karten):
- Tarot

### Spiele mit 104 Karten
Französisches Blatt (Poker/Bridge): 2 Kartensets à 52 Karten:
- Die wilde 13[5]
- Zank-Patience

### Spiele mit 108 Karten
französisches Blatt (Canasta): 2 Kartensets à 52 Karten und 4 Joker:
- Canasta

### Spiele mit 110 Karten
französisches Blatt (Rommé): 2 Kartensets à 52 Karten und 6 Joker:
- Rommé

### Spiele mit 156 Karten
- Chaotentrumpf (mit 3 Spielern: 3 Kartensets à 52 Karten)[6]

### Spiele mit 162 Karten
französisches Blatt (Canasta): 3 Kartensets à 52 Karten und 6 Joker:
- Samba-Canasta

### Spiele mit 260 Karten
- Chaotentrumpf (mit 4 Spielern: 5 Kartensets à 52 Karten)[6]

### Spiele mit 312 Karten
(6 Kartensets à 52 Karten)
- Baccara
- Black Jack

## Spiele mit einem beliebigen klassischen Blatt
- Arschloch (auch mit mehreren Blättern möglich)
- Bataille royale
- Landsknecht

## Spiele mit eigenem Blatt ohne zusätzliches Material

### Spiele mit 31 Karten
- Schwarzer Peter (Variante: 2 × 15 Paare, 1 Schwarzer Peter)

### Spiele mit 32 Karten
- Quartett

### Spiele mit 36 Karten
- Cosmic Eidex (4 Farben à 9 Karten)

### Spiele mit 37 Karten
- Schwarzer Peter (Variante: 2 × 18 Paare, 1 Schwarzer Peter)

### Spiele mit 50 Karten
- 1, 2, 3 … ganz viele![7] (5× die Zahlen 1–10 in 10 Farben: Pilze, Flaschen, Handschuh …)

- Serpentina/Regenbogenschlange[8] (36 Mittelteile à je 2 Farben aus den 6 Möglichen, 7 Köpfe (davon 1 Joker), 7 Schwänze (davon 1 Joker))

### Spiele mit 52 Karten
- Beasty Bar (4 Farben à 12 Karten, 4 Spezialkarten)

### Spiele mit 56 Karten
- 6nimmt! Junior[9] (52 Tierkarten: 42× mit je einem Tier, 6× mit je zwei Tieren, 4× mit je drei Tieren, 4 Stallkarten)

- Tichu (4 Farben à 13 Karten, 4 Spezialkarten)

### Spiele mit 60 Karten
- Witches
- Wizard (4 Farben à 13 Karten, 8 Spezialkarten)
- Zoff im Zoo (4 Mücken, 1 Joker, alle andern Tiere je 5×)

### Spiele mit 76 Karten
- MAD-Kartenspiel (4 Farben à je 2 × 6 Karten, 28 Spezialkarten)

### Spiele mit 80 Karten
- Der Große Dalmuti (78 Zahlkarten, 2 Joker)
- Elfer raus! (4 Farben à 20 Karten)

### Spiele mit 81 Karten
- Hol’s der Geier
- Set

### Spiele mit 88 Karten
- Schnapp, Land, Fluss! (55 Buchstabenkarten, 33 Kategoriekarten)

### Spiele mit 90 Karten
- Fluxx (1 Grundregelkarte, 23 Regelkarten, 23 Zielkarten, 18 Motivkarten, 22 Aktionskarten)

### Spiele mit 98 Karten
- 3 sind eine zuviel![10] (90 Zahlenkarten: 3 Startkarten (0, 30, 60), 3 farbneutrale Karten (15, 45, 75) 84 Karten in 7 verschiedenen Farben (1–14, 16–29, 31–44, 46–59, 61–74, 76–89), 4 Zwischenwertungskarten, 4 Endwertungskarten)

### Spiele mit 102 Karten
- The Game (Kartenspiel)[11] (98 Zahlkarten mit den Werten 2 bis 99, 4 Startkarten)

### Spiele mit 104 Karten
- 6 nimmt![12] (104 Zahlenkarten: 1–104)

### Spiele mit 108 Karten
- Die Bosse (54 Industriekarten, 54 Aktionskarten)
- Punktesalat
- Uno

### Spiele mit 110 Karten
- 11nimmt![13] (100 Hornochsenkarten mit Zahlen von 1 bis 100, 10 Bullenkarten)
- Hornochsen!

### Spiele mit 112 Karten
- Taki (2×56Karten)

### Spiele mit 120 Karten
- The Mind (100 Zahlenkarten, 12 Levelkarten, 5 Lebenskarten, 3 Wurfsternkarten)

### Spiele mit 160 Karten
- Ligretto

### Spiele mit 162 Karten
- Skip-Bo

### Spiele mit 500 Karten
- Dominion (Basisspiel)

## Spiele mit eigenem Blatt mit zusätzlichem Material

### Spiele mit 16 Karten
- Love Letter

### Spiele mit 54 Karten
- Krass Kariert(je 4 Zahlenkarten 1–12, 2× X-, 2× Nachzieh- und 2×Stopp-Karten, 15 Wertungschips)

### Spiele mit 55 Karten
- Jaipur

### Spiele mit 56 Karten
- Halli Galli/Tutti Frutti (4 Farben, Glocke)
- Halli Galli Junior (4 Farben)

### Spiele mit 60 Karten
- Hanabi

### Spiele mit 63 Karten
- Caylus Magna Carta

### Spiele mit 66 Karten
- 23[14] (Zahlenkarten 1–23 in der Anzahl ihres Wertes (1×1, 2×2 … 23×23), 12 Bonus-Chips, 50 Straf-Chips)
- Kleine Fische[15]

### Spiele mit 72 Karten
- Halli Galli Extreme (4 Farben)

### Spiele mit 80 Karten
- Alles im Eimer (Herausgabe 2005)
- Targi
- Jungle Speed

### Spiele mit 110 Karten
- Alles im Eimer (Herausgabe 2010)
- OrgasMe! (60 Actions, 30 abilities, 16 reactions, 4 Events)[16]

### Spiele mit 157 Karten
- 7 Wonders

### Spiele mit 160 Karten
- Race for the Galaxy

### Spiele mit 162 Karten
- Privacy Quickie

### Spiele mit 202 Karten
- Ausgerechnet Buxtehude[17]
- Ausgerechnet Honolulu
- Ausgerechnet Uppsala
- Usgrächnet Bünzen

## Sammelkartenspiele (mit individueller Kartenanzahl)
- Magic The Gathering